# Cnemaspis anaikattiensis
Espèce
Statut de conservation UICN

 CR C1 : 
En danger critique
Cnemaspis anaikattiensis est une espèce de geckos de la famille des Gekkonidae.

## Répartition
Cette espèce est endémique du Tamil Nadu en Inde. Elle se rencontre dans les monts Anaikatti dans les Ghâts occidentaux.

## Description
Cnemaspis anaikattiensis mesure environ 120 mm dont la moitié pour la queue. Son dos et sa tête sont bruns avec des taches noires. Sa face ventrale est blanc grisâtre.
Il est diurne et insectivore.

## Étymologie
Son nom d'espèce, composé de anaikatti et du suffixe latin -ensis, « qui vit dans, qui habite », lui a été donné en référence au lieu de sa découverte, les monts Anaikatti.

## Publication originale
- Mukherjee, Bhupathy & Nixon, 2005 : A new species of day gecko (Squamata, Gekkonidae, Cnemaspis) from the Anaikatti Hills, Western Ghats, Tamil Nadu, India. Current Science, vol. 89, n. 8, p. 1326-1328 (texte original).